# Kollokation nach kleinsten Quadraten
Die Kollokation nach kleinsten Quadraten (nach lat. collocatio Anordnung, gemeinsame Stellung), engl. least squares collocation, ist ein kombiniertes Interpolations- und Ausgleichungs-Verfahren, bei dem im Gegensatz zur normalen Ausgleichsrechnung Daten mit sehr verschiedener Charakteristik verarbeitet werden können.
Wer die Methode und deren Grundlagen erstmals entwickelt hat, ist noch nicht zweifelsfrei recherchiert. Am Institut für Maschinelle Rechentechnik der damaligen TH Dresden entwickelte Horst Kadner 1958 im Rahmen seiner Doktorarbeit Kollokationsmethoden und habilitierte sich 1966 zu Näherungsverfahren für lineare Integrationsgleichungen 2. Art auf der Grundlage der Kollokation. Ab 1969 entwickelte Horst Kadner als ordentlicher Professor für Mathematische Kybernetik und Rechentechnik der TU Dresden Lösungsmethoden für eine spezielle Klasse von Integralgleichungen auf der Basis von Kollokationsmethoden.
Ende der 1970er Jahre wurden diese Methoden vom Geodäten und Mathematiker Helmut Moritz (Berlin/Graz) für die Zwecke der integrierten Geoidbestimmung aufgenommen, um geometrische und physikalische Daten der Erdfigur und des Erdschwerefeldes in einem Guss verarbeiten zu können. Moritz gab auch Lösungen des Kollokationsproblems und der Kovarianzmatrix in Schritten an, um bei großem Datenumfang die Computer-Rechenzeiten zu reduzieren.
Umfangreiche Anwendungen stammen u. a. von Hans Sünkel (integrierte lokale Geoidbestimmung) und von Christian Tscherning (regionale Gravimetrie). Die erste astro-geodätische Geoidbestimmung mittels LSC erfolgte 1982 an der TU Graz. Sie konnte die Genauigkeit des österreichischen Astrogeoides (durchschnittlich ±6 cm aus 700 Messpunkten der Lotabweichung) durch Einbeziehung eines globalen harmonischen Schweremodells (R.H.Rapp, bis 180. Ordnung) um etwa ein Viertel steigern und einen lokalen Datenfehler isolieren. Drei Jahre später konnte die Genauigkeit durch die Einbeziehung von etwa 10.000 Schwereanomalien auf ±4 cm erhöht werden.
Seit etwa 1990 dient die Kollokation auch als Basis für großräumige Schwerefeld-Modellierungen unter Einschluss von Kugelfunktions-Entwicklungen der Satellitengeodäsie, u. a. in zwei Programmsystemen deutscher Hochschulen, GRAVSOFT und Opera. Anwendungen in Nordeuropa (Tscherning & Forsberg 1986–1993), in Italien, Spanien (Simo, Catalao & Sevilla 1994) und in der Türkei (Ayhan 1993) zeigten die Vorteile integraler Berechnungen durch Genauigkeitssteigerungen von etwa ein Drittel gegenüber Einzellösungen.
Die Besonderheit dieser Anwendungen ist die Minimierung des mittleren Fehlers der verwendeten Messungen, indem alle Datenkonfigurationen durch eine Rotation des Geozentrums ineinander abgebildet werden (daher auch der Name Kol-lokation).
Die Kollokationsmethode wird mittlerweile auch in der Chemischen Thermodynamik angewendet.